# Egeskov Marked
Egeskov Marked er et gammelt marked, der afholdes i september måned lige uden for den lille midtfynske by Kværndrup. Markedet besøges årligt omkring 60.000 personer.
Markedet tager navn fra 1900-tallet, hvor greven på Egeskov Slot tilbød et areal til markedspladsen i Kværndrup. I 1980 faldt interessen fra grevens vedkommende i forhold til Egeskov Marked, og det endte med, at det blev en lokal forening som stod for markedet. Navnet på denne forening blev Egeskovs Markedsforening. Før Egeskovs Markedet forekommer bliver der mellem vagabonder kåret en årets stodderkonge, hvilket sker ved Kværndrups Forsamlingshus.